# Finále ÖFB-Cupu 1928/1929
ÖFB-Cup 1928/29 byl 11. ročníkem rakouského poháru. Finále se konalo dne 30. května 1929 na Hohe Warte Stadium. Vítězem se stala First Vienna FC, která porazila SK Rapid Vídeň (3:2). Zápasu přihlíželo 35 000 diváků.
Šlo o první vítězství First Vienna FC v poháru.

## Cesta do finále
| First Vienna FC     | First Vienna FC | Kolo            | SK Rapid Vídeň   | SK Rapid Vídeň |
| ------------------- | --------------- | --------------- | ---------------- | -------------- |
| Týmy                | Výsledek        | Kolo            | Týmy             | Výsledek       |
| Post SV Wien        | 7 : 0           | Šestnáctifinále | FC Libertas Wien | 14 : 0         |
| SC Austro Fiat Wien | 6 : 0           | Osmifinále      | Floridsdorfer AC | 7 : 0          |
| Ottakringer SC      | 12 : 0          | Čtvrtfinále     | SK Admira Wien   | 4 : 3          |
| Wiener Sport-Club   | 3:1             | Semifinále      | Wiener AC        | 4:4 6:3        |

## Zápas
| 30. května 1929 | First Vienna FC                        | 3:2 (2:1) | SK Rapid Vídeň         | Hohe Warte Stadium               |  |
| | Giebisch 26' Gerhold 39' Gschweidl 54' |           | Kaburek 44' Kirbes 70' | Diváci: 35 000 Rozhodčí: Zwicker |  |
| Poznámky: Sestava First Vienna FC: Karl Horeschofsky, Karl Rainer, Josef Blum, Otto Kaller, Leopold Hofmann, Leonhard Machu, Josef Studenik, Karl Gerhold, Friedrich Gschweidl, Franz Zillbauer, Leopold Giebisch Sestava Rapidu Vídeň: Franz Griftner, Roman Schramseis, Franz Kral, Willibald Kirbes, Josef Smistik, Johann Luef, Franz Weselik, Johann Hoffmann, Matthias Kaburek, Johann Horvath, Ferdinand Wesely |                                        |           |                        |                                  |  |